# Josef Šutara
Josef Šutara (* 18. října 1943 Teplice) je český mykolog. Jeho oficiální autorská zkratka je „Šutara“.
Šutara začal studovat mykologii jako amatér v roce 1968. Přibližně od konce 70. let se věnoval především anatomii a taxonomii některých skupin hřibotvarých, zejména z  čeledí Boletaceae, Suillaceae, Gyroporaceae, Paxillaceae a Tapinellaceae.
Je soudním znalcem v oboru mykologie.
Synem J. Šutary je rocker Josef Šutara (* 15. 4. 1966), bývalý zpěvák teplického Motorbandu.

## Popsané druhy, výběr
- Pseudoboletus parasiticus (Bull.) Šutara – hřib příživný
- Xerocomellus Šutara – hřib
- Xerocomellus fennicus (Harmaja) Šutara
- Xerocomellus chrysenteron (Bull.) Šutara – hřib žlutomasý
- Xerocomellus marekii (Šutara & Skála) Šutara
- Xerocomellus porosporus (Imler ex G. Moreno & Bon) Šutara – hřib uťatovýtrusý
- Xerocomellus pruinatus (Fr.) Šutara – hřib sametový
- Xerocomellus ripariellus (Redeuilh) Šutara – hřib mokřadní
- Xerocomellus engelii (Hlaváček) Šutara – Hortiboletus engelii (Hlaváček) Biketova & Wasser – hřib Engelův
- Xerocomellus rubellus (Krombh.) Šutara – Hortiboletus rubellus (Krombh.) Simonini, Vizzini & Gelardi – hřib červený
- Xerocomellus armeniacus (Quél.) Šutara – Rheubarbariboletus armeniacus (Quél.) Vizzini, Simonini & Gelardi – hřib meruňkový

## Publikace, výběr
- Josef Šutara. Anatomical structure of pores in European species of genera Boletus s. str. and Butyriboletus (Boletaceae). Czech Mycology. vol. 66, no. 2 (20141223), s. 157–170.
- Josef Šutara, Václav Janda, Martin Kříž, Michal Graca a Miroslav Kolařík. Contribution to the study of genus Boletus, section Appendiculati: Boletus roseogriseus sp. nov. and neotypification of Boletus fuscoroseus Smotl. Czech Mycology. 2014, vol. 66, no. 1 (20140604), s. 1–37.
- Josef Šutara, Michal Mikšík a Václav Janda. Hřibovité houby: čeleď Boletaceae a rody Gyrodon, Gyroporus, Boletinus a Suillus. 1. vyd. Praha: Academia, 2009. 294 s. Edice Atlas. ISBN 978-80-200-1717-8.
- Josef Šutara. Xerocomus s. l. in the light of the present state of knowledge. Czech Mycology. 2008, vol. 60, no. 1 (20080704), s. 29–62.
- Josef Šutara a Edvard Skála. Boletus marekii, a new species with truncate spores from the Boletus chrysenteron group. Czech Mycology. 2007, vol. 59, no. 1 (20070628), s. 11–24.
- Josef Šutara a Pavel Špinar. Boletus kluzakii, a new species related to Boletus radicans. Czech Mycology. 2006, vol. 58, no. 1–2 (20060810), s. 31–42.
- Josef Šutara. Mariaella, a new boletaceous genus. Česká Mykologie. 1987, vol. 41, s. 73–84.